# Championnat d'Australie de football 2010-2011
Navigation
Saison précédente Saison suivante
La saison 2010-2011 du Championnat d'Australie de football est la 35e édition du championnat de première division en Australie et la 6e édition sous l'appellation A-League. 
La A-League regroupe dix clubs du pays (plus une formation néo-zélandaise, les Wellington Phoenix) au sein d'une poule unique, où ils s'affrontent trois fois au cours de la saison. À la fin de la compétition, les six premiers du classement disputent la phase finale pour le titre. Le championnat fonctionne avec un système de franchises, comme en Nouvelle-Zélande ou en Major League Soccer ; il n'y a donc ni promotion, ni relégation en fin de saison.
Après avoir terminé la saison régulière en tête du classement, c'est le club de Brisbane Roar FC qui remporte la compétition après avoir battu lors de la finale nationale le club de Central Coast Mariners FC. C'est le tout premier titre de champion d'Australie de l'histoire du club, qui se qualifie pour la prochaine Ligue des champions de l'AFC 2012, tout comme Central Coast Mariners, finaliste malheureux et deuxième du classement à l'issue de la saison régulière.
Une nouvelle formation intègre la A-League à partir de cette saison : Melbourne Heart, ce qui permet à Melbourne d'être la seule ville comptant deux équipes en championnat.

## Les 11 clubs participants
| Club                          | Ville      | État                   | Entraîneur        | Stade                                                   | Capacité |
| ----------------------------- | ---------- | ---------------------- | ----------------- | ------------------------------------------------------- | -------- |
| Adélaïde United Football Club | Adélaïde   | Australie-Méridionale  | Rini Coolen       | Hindmarsh Stadium                                       | 17 000   |
| Brisbane Roar FC              | Brisbane   | Queensland             | Ange Postecoglou  | Suncorp Stadium                                         | 52 500   |
| Central Coast Mariners FC     | Gosford    | Nouvelle-Galles du Sud | Graham Arnold     | Bluetongue Stadium                                      | 20 129   |
| Gold Coast United             | Gold Coast | Queensland             | Miron Bleiberg    | Skilled Park                                            | 27 400   |
| Melbourne Heart               | Melbourne  | Victoria               | John van 't Schip | AAMI Park                                               | 53 359   |
| Melbourne Victory             | Melbourne  | Victoria               | Ernie Merrick     | AAMI Park Etihad Stadium                                | 53 359   |
| Newcastle United Jets FC      | Newcastle  | Nouvelle-Galles du Sud | Branko Čulina     | EnergyAustralia Stadium Port Macquarie Regional Stadium | 26 164   |
| North Queensland Fury         | Townsville | Queensland             | Frantisek Straka  | Dairy Farmers Stadium                                   | 26 500   |
| Perth Glory                   | Perth      | Australie-Occidentale  | Ian Ferguson      | NIB Stadium                                             | 20 500   |
| Sydney FC                     | Sydney     | Nouvelle-Galles du Sud | Vítězslav Lavička | Sydney Football Stadium                                 | 45 500   |
| Wellington Phoenix            | Wellington | Nouvelle-Zélande       | Ricki Herbert     | Westpac Stadium                                         | 36 000   |

## Compétition

### Première phase
Le barème utilisé pour établir le classement est le suivant :
- Victoire : 3 points
- Match nul : 1 point
- Défaite : 0 point

| Rang | Équipe                    | Pts | J  | G  | N  | P  | Bp | Bc | Diff |
| ---- | ------------------------- | --- | -- | -- | -- | -- | -- | -- | ---- |
| 1    | Brisbane Roar FC          | 65  | 30 | 18 | 11 | 1  | 58 | 26 | +32  |
| 2    | Central Coast Mariners FC | 57  | 30 | 16 | 9  | 5  | 50 | 31 | +19  |
| 3    | Adelaide United           | 50  | 30 | 15 | 5  | 10 | 51 | 36 | +15  |
| 4    | Gold Coast United         | 46  | 30 | 12 | 10 | 8  | 40 | 32 | +8   |
| 5    | Melbourne Victory         | 43  | 30 | 11 | 10 | 9  | 45 | 39 | +6   |
| 6    | Wellington Phoenix        | 41  | 30 | 12 | 5  | 13 | 39 | 41 | -2   |
| 7    | Newcastle Jets            | 35  | 30 | 9  | 8  | 13 | 29 | 33 | -4   |
| 8    | Melbourne Heart           | 35  | 30 | 8  | 11 | 11 | 32 | 42 | -10  |
| 9    | Sydney FC T               | 34  | 30 | 8  | 10 | 12 | 35 | 40 | -5   |
| 10   | Perth Glory               | 23  | 30 | 5  | 8  | 17 | 27 | 54 | -27  |
| 11   | North Queensland Fury     | 19  | 30 | 4  | 7  | 19 | 28 | 60 | -32  |

|  | Qualification pour la Ligue des champions 2012 et la phase finale |
|  | Qualification pour la phase finale                                |
|  | T : Tenant du titre                                               |

### Phase finale

#### Premier tour
- Les équipes classées entre la 3e et la 6e place débutent les play-off au premier tour.

| Équipe 1          | Résultat | Équipe 2           |
| ----------------- | -------- | ------------------ |
| Adelaide United   | 1 - 0    | Wellington Phoenix |
| Gold Coast United | 1 - 0    | Melbourne Victory  |

#### Deuxième tour
- Les vainqueurs du premier tour s'affrontent. Dans l'autre rencontre (disputée en matchs aller-retour) qui oppose les deux premiers du classement, le vainqueur accède directement à la finale tandis que le vaincu dispute la demi-finale.

| Équipe 1                  | Résultat | Équipe 2          | Aller | Retour |
| ------------------------- | -------- | ----------------- | ----- | ------ |
| Central Coast Mariners FC | 2 - 4    | Brisbane Roar FC  | 0 - 2 | 2 - 2  |
| Adelaide United           | 2 - 3    | Gold Coast United |       |        |

#### Demi-finales
| Équipe 1                  | Résultat | Équipe 2          |
| ------------------------- | -------- | ----------------- |
| Central Coast Mariners FC | 1 - 0    | Gold Coast United |

#### Finale
| Équipe 1         | Résultat      | Équipe 2                  |
| ---------------- | ------------- | ------------------------- |
| Brisbane Roar FC | 2 - 2 4-2 tab | Central Coast Mariners FC |

## Bilan de la saison
| Championnat d'Australie de football 2010-2011                        |                              |
| Champion                                                             | Brisbane Roar FC (1er titre) |
| Qualifications continentales                                         |                              |
| Ligue des champions de l'AFC 2012                                    | Brisbane Roar FC             |
| Ligue des champions de l'AFC 2012                                    | Central Coast Mariners FC    |
| Promotions et relégations                                            |                              |
| Promus en Championnat d'Australie de football                        | Aucun                        |
| Relégués en Championnat d'Australie de football de deuxième division | Aucun                        |